# Liste der Baudenkmale in Züsow
In der Liste der Baudenkmale in Züsow sind alle denkmalgeschützten Bauten der mecklenburgischen Gemeinde Züsow und ihrer Ortsteile aufgelistet. Grundlage ist die Veröffentlichung der Denkmalliste des Kreises Nordwestmecklenburg mit dem Stand vom 16. September 2020. 

## Baudenkmale nach Ortsteilen

### Züsow
| ID   | Lage    | Bezeichnung    | Beschreibung | Bild           |
| ---- | ------- | -------------- | ------------ | -------------- |
| 1620 |         | Wegweiser      |              |                |
| 1513 | (Karte) | Kriegerdenkmal |              | Kriegerdenkmal |
| 1514 |         | Park           |              |                |

### Bäbelin
| ID | Lage          | Bezeichnung | Beschreibung | Bild           |
| -- | ------------- | ----------- | --- | -------------- |
| 24 | (Karte)       | Kirche      | Gotische, kleine, zweijochige Saalkirche vom 15. Jahrhundert aus Back- und Feldstein Chor mit 5/8-Schluss, quergestellter neugotischer Westturm von nach 1872 mit Feldsteinsockelgeschoss und Satteldach mit Dachreiter. | Weitere Bilder |
| 21 | Dorfstraße 10 | Bauernhaus  | |                |
| 22 | Dorfstraße 7  | Wohnhaus    | | Wohnhaus       |
| 23 | Dorfstraße 9  | Bauernhof   | |                |

### Tollow
| ID   | Lage          | Bezeichnung | Beschreibung | Bild     |
| ---- | ------------- | ----------- | ------------ | -------- |
| 1531 | Waldstraße 10 | Büdnerei    |              | Büdnerei |
| 1412 | Waldstraße 9  | Katen       |              | Katen    |

## Ehemalige Denkmale

### Wakendorf
| ID | Lage                  | Bezeichnung | Beschreibung | Bild |
| -- | --------------------- | ----------- | --- | ---- |
|    | Dorfstraße 16, 17, 18 | Gutshaus    | Ruinöser, 3-gesch., verputzter Giebelbau, urspr.vom 17. Jh. im 19. Jh. grundsätzlich saniert 1-gesch. Seitenflügel von 1920, der 2007 abgerissen wurde. |      |

## Quelle
- Denkmalliste des Landkreises Nordwestmecklenburg (Stand: 9. November 2023; PDF, 1,2 MByte)